# Холмогорское сельское поселение (Плесецкий район)
Холмого́рское се́льское поселе́ние или муниципа́льное образова́ние «Холмого́рское» — упразднённое муниципальное образование со статусом сельского поселения  в Плесецком муниципальном районе Архангельской области.
Соответствует административно-территориальной единице в Плесецком районе — частично Холмогорскому сельсовету.
Административный центр находился в посёлке Ломовое.

## География
Холмогорское сельское поселение находилось в северной части Плесецкого района Архангельской области. На территории поселения выделяются реки Левашка, Обокша, Лая и озёра Левашозеро, Ломовое, Ломовое, Ерусалим, Обокозеро, Кушкозеро, Пикозеро, Кочкозеро, Верхнее Лайское, Среднее Лайское и Нижнее Лайское, Большое Светлое и Малое Светлое, Островичное, Сухое, Большое Лиственничное и Малое Лиственничное, Найденное, Русозеро.
Граничило на юге с Самодедским сельским поселением, на севере — с Приморским районом, на востоке — с Холмогорским районом.

## История
Муниципальное образование было образовано в 2006 году
1 июня 2017 года (Законом Архангельской области от 23 декабря 2016 года № 507-31-ОЗ) Холмогорское сельское поселение было упразднено и влито в Самодедское сельское поселение с административным центром в посёлке Самодед.
Согласно Указу Президиума Верховного Совета (ПВС) РСФСР от 26.02.1939 года в Плесецком районе были созданы Холмогорский (из части территории Самодедского поселкового) и Кочмасский (из части Плесецкого, Петровского и Савинского советов) сельсоветы. Решением облисполкома от 14.08.1964 года Холмогорский сельский совет был передан в состав Плесецкого промышленного района.

## Население
| 2005 | 2010 | 2011 | 2012 | 2013 | 2014 | 2015 |
| ---- | ---- | ---- | ---- | ---- | ---- | ---- |
| 693  | ↘457 | ↗462 | ↘422 | ↘390 | ↘359 | ↘338 |
| 2016 | 2017 |      |      |      |      |      |
| ↘303 | ↘294 |      |      |      |      |      |

## Состав поселения
В состав поселения входили посёлки:
- Авангард
- Лиственичный
- Ломовое
- Малька
- Холмогорская

### Карты
- Топографическая карта P-37-9,10. Холмогорская
- Топографическая карта Q-37-35_36.
- Топографическая карта P37_5. Холмогорская